# Bolton Lake, British Columbia
Bolton Lake är en sjö i Kanada.   Den ligger i provinsen British Columbia, i den sydvästra delen av landet, 3 800 km väster om huvudstaden Ottawa. Bolton Lake ligger 140 meter över havet. Arean är 0,32 kvadratkilometer. Den sträcker sig 1,1 kilometer i nord-sydlig riktning, och 0,5 kilometer i öst-västlig riktning.
I omgivningarna runt Bolton Lake växer i huvudsak barrskog. Trakten runt Bolton Lake är nära nog obefolkad, med mindre än två invånare per kvadratkilometer.